# 楊恭 (弘治進士)
楊恭（？—？），字秉虔，燕京順天府永清縣人，武驤左衛官籍，明朝政治人物。

## 生平
順天府鄉試第三十七名舉人。弘治十五年（1502年）中式壬戌科三甲第七十名進士。

## 家族
曾祖楊朗，百戶；祖父楊友，百戶；父楊信。前母張氏；周氏。